# Mallare
Mallare – miejscowość i gmina we Włoszech, w regionie Liguria, w prowincji Savona.
Według danych na rok 2004 gminę zamieszkiwało 1291 osób, 40,3 os./km².